# یرواند پاپازیان
یرواند داویتی پاپازیان (ارمنی: Երվանդ Դավթի Փափազյան؛  تاریخ نامعلوم - ۱۹۹۶) مترجم و حقوق‌دان اهل ارمنستان بود.

## زندگی‌نامه
در وان در ارمنستان غربی متولد شد، اما بعدها به ایران کوچید و در دانشکدهٔ حقوق دانشگاه تهران به تحصیل در رشتهٔ حقوق پرداخت. وی برادر کهتر هاکوپ پاپازیان (-۱۹۹۷م)، شرق‌شناس، ارمنی‌شناس، مربی تربیتی و دارای دکتری تاریخ بود. در ۱۹۶۰ (۱۳۳۹) دفتری حقوقی در تهران دایر کرد و به کار سرگرم شد. یرواند فعالیت چشمگیری در عرصه‌های ملی-فرهنگی و اجتماعی ارمنیان ایران داشت و مشاور حقوقی شورای خلیفه‌گری بود. وی در ادبیات ارمنی و فارسی دستی داشت.  وی در سال ۱۹۹۶ (۱۳۷۵) در پاریس درگذشت.
از آثارش:
- ترجمه گیتانجالی اثر تاگور به ارمنی
- ترجمهٔ پیامبر اثر جبران خلیل جبران به ارمنی
- ترجمهٔ بازگشت به خویشتن اثر علی شریعتی به ارمنی
- ترجمهٔ هغنار آغبیور (چشمهٔ هغنار) اثر مگردیچ آرمن به فارسی که بر اساس آن فیلمی نیز در ایران ساخته شد
- ترجمهٔ آذربایجان و اران، آلبانیای قفقاز اثر عنایت الله رضا به ارمنی (ایروان، ۱۹۹۴م)